# Dvůr svaté Anny (Vídeň)
Dvůr svaté Anny (Vídeň) (německy St. Annahof nebo St.Annenhof ) je čtyřkřídlá budova mezi ulicemi Annagasse 3a  a Johannesgasse 4  v  1. vídeňském obvodu . Na severní straně k němu přiléhá kostel svaté Anny.  

## Historie

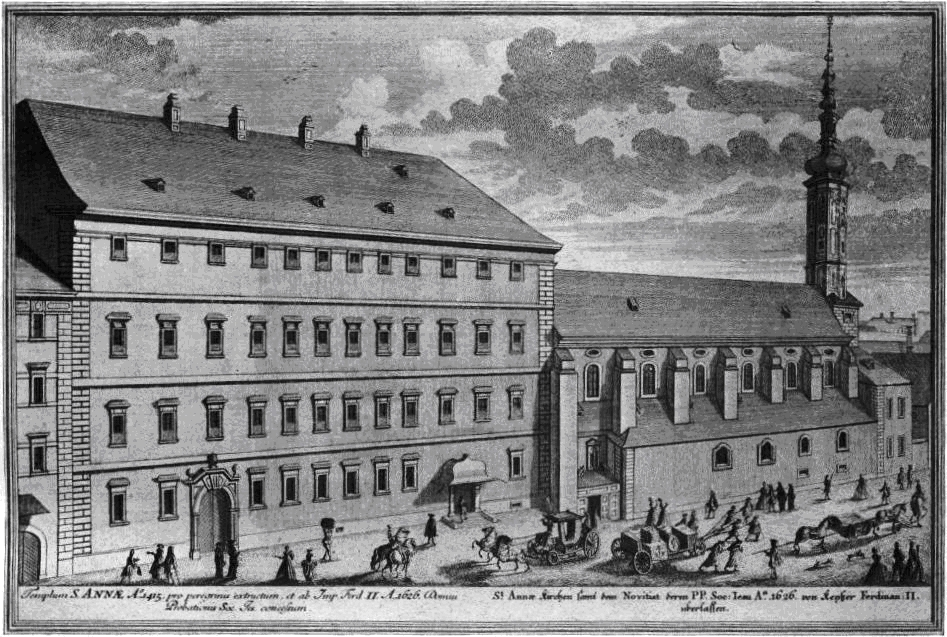
Dvůr svaté Anny jako jezuitská škola s kostelem svaté Anny, rytina ze 17. století

Roku 1418 dala vídeňská měšťanka Alžběta Wartenauerová postavit hospic a špitál pro poutníky, při kterém o rok později byl postaven pozdně gotický kostel sv. Anny. Roku 1582 císař Rudolf II. tyto budovy daroval jezuitům. Ti roku 1628 hospic a špitál přestavěli na klášter, školu a řádový noviciát.  Po zrušení jejich řádu roku 1773 zde sídlila „Normální škola sv. Anny“, kterou navštěvovali například Franz Schubert nebo Franz Grillparzer. V suterénu byl hostinec. 

### Akademie výtvarných umění
V roce 1786 se sem přestěhovala sjednocená Akademie výtvarných umění, na které až do roku 1877 studovaly také desítky českých malířů. Někteří absolvovali celé studium (například Karel Liebscher, Václav Jansa, Jan Nowopacký Karel Postl nebo Vojtěch Hynais), mnozí zde po absolutoriu pražské akademie zůstali jeden rok na stáži, nebo zde pobývali určitý čas na stipendijní cestě, než odjeli do Říma. Další Češi se na škole stali profesory (například Josef Führich nebo Josef Matyáš Trenkwald). V českých pramenech té doby se škola nazývala Akademie u svaté Anny. 
Konaly se zde také klauzurní výstavy studentských prací a veřejné výstavy umění. Roku 1877 se škola přestěhovala do nové budovy akademie.

### Nové Elysium
1. března 1840 bylo v suterénu budovy s vchodem z Johannesgasse 4  otevřeno Nové Elysium, vyhlášená restaurace, která se stala jednou z hlavních gastronomických a společenských atrakcí předbřeznové Vídně. V roce 1854 provozovatel restaurace Josef Daum zemřel na choleru. Jeho syn dovedl v letech 1857-1864  restauraci k úpadku. Hlavní část budovy do Anenské ulice byla stržena a nahrazena roku 1894 novostavbou nájemného domu podle projektu architektů Helmera a Fellnera. Od 20. let 20. století byly prostory na Johannesgasse využívány jako divadlo, později jako kino, playboy klub a v současnosti jsou suterény a přízemí obou křídel budovy propojené gastronomické provozy.